# Nova Ibiá
Nova Ibiá là một đô thị thuộc bang Bahia, Brasil. Đô thị này có diện tích 180,701 km², dân số năm 2007 là 4733 người, mật độ 26,2 người/km².